# Aeletes espanoli
Aeletes espanoli är en skalbaggsart som beskrevs av Yélamos 1998. Aeletes espanoli ingår i släktet Aeletes och familjen stumpbaggar. Inga underarter finns listade i Catalogue of Life.